# Reklamní klub
Reklamní klub československý zvaný též Reklub, byl prvorepublikovou zájmovou organizací sdružující stovky pracovníků z oboru reklamy a souvisejících profesí.
Po vyhlášení Československé republiky v podnikatelském světě až do konce dvacátých let silně působila rakouská reklamní branže, kterou později vystřídal americký vliv. Ekonomická stabilizace znamenala zvyšování výroby a to vedlo i ke vzniku tuzemských reklamních aktivit. V letech 1926 a 1927 se v Československu uskutečnila např. první soutěž v aranžování výloh a v rámci Jednoty přátel Masarykovy akademie práce vznikla skupina pro reklamu.

## Vznik a rozvoj Reklubu
Sdružení bylo založeno 6. října 1927 a jeho činnost byla nuceně ukončena počátkem roku 1949. 
Hlavními zakladateli byli Jan Brabec, tehdejší významný teoretik reklamy a šéfredaktor časopisu Typ, František Munk z Pražských vzorkových veletrhů a Rudolf Žižka z pražského magistrátu. Jednou z největších osobností Reklubu byl Jiří Solar, básník, spisovatel a odborník na obchod a reklamu. Byl mj. zakladatelem prvního poradenského a kreativního studia a autorem mnoha publikací, např. Kurzu obchodní reklamy (1929).
Zatímco v prvním roce činnosti měla jediná pražská pobočka 80 členů, v roce 1948 bylo po celé republice šestnáct poboček s 3690 členy (z toho v hlavním městě jich bylo 2607).

## Činnost sdružení
Odborné sdružení usilovalo o podporu a rozvoj reklamy a zastupovalo zájmy firem a lidí pracujících v reklamě, pořádalo odborné přednášky, soutěže a veletrhy, podílelo se na vzniku legislativy související s reklamou. Reklub mj. zajišťoval kontrolu nákladu novin a časopisů.
V roce 1928 Reklub zmapoval postoje lidí z branže k reklamním aktivitám: 60 % dotázaných uvedlo, že se reklamě věnují pravidelně, 38 % jenom občas a pouhá dvě procenta respondentů přiznala, že reklamu vůbec nedělají. Mezi těmi, kteří se reklamě věnovali, byla nejběžnější novinová inzerce, kterou zadávalo 78 % dotázaných; následovaly letáky (24 %) a plakáty (21 %), účast na výstavách a veletrzích (12 %), reklama v kinech a rozesílání reklamních dopisů (obě aktivity uvedlo 11 % respondentů). Vlastní časopis vydávala jen dvě procenta účastníků průzkumu.
Před mnichovským diktátem Reklub vydal a rozeslal do světa brožuru Pravda o Československu (náklad 24 tis. výtisků), po mnichovské zradě rozeslal brožuru Oběť Československo (48 tis. výtisků).
Během druhé světové války pořádal desítky kurzů komerční praxe a rétoriky, v rámci kterých se snažil udržovat národní povědomí. Po roce 1945 se zapojil do budování osvobození republiky, propagoval např. první dvouletý plán pod heslem Startujeme do dvouletky a na stránkách časopisu Typ organizoval diskuse o novém poslání reklamy.

## Členství v organizacích
Reklub byl členem International Advertising Association.